# Caterina Vertova
Caterina Vertova (* 19. Juli 1960 in Mailand) ist eine italienische Theater-, Film- und Fernsehschauspielerin.

## Karriere
Caterina Vertova begann ihre Karriere an der Mailänder Schauspielerschule Piccolo Teatro und setzte ihre professionelle Ausbildung fort mit Lindsay Kemp in London, Dominique De Fazio und Marilyn Fried am Actors Studio in New York und an der Akrobatikschule Ecole Nationale du Cirque in Paris.
In über 20 Jahren als Theaterschauspielerin hat sie in über 40 Aufführungen mit vielen bekannten italienischen Regisseuren gearbeitet, wie etwa mit Giorgio Strehler (La grande magia von Eduardo De Filippo und Come tu mi vuoi von Luigi Pirandello), Luigi Squarzina (La vita che ti diedi von Luigi Pirandello und La famiglia del Santolo von Giacinto Gallina) und Mario Missiroli (Il Vittoriale degli italiani von Tullio Kezich und Lulù von Friedrich Wedekind).
In den antiken Theatern Süditaliens hat sie die klassischen Mythen wie Elektra, Dido und Medea interpretiert, wie auch bedeutende europäische Werke von Henrik Ibsen (Gespenster), William Shakespeare (Macbeth) und Anton Pawlowitsch Tschechow (Drei Schwestern).
Im Kinobereich debütierte sie in dem klassischen italienischen Film Ginger und Fred des Regisseurs Federico Fellini. Caterina Vertova hat an Filmproduktionen wie Cuore Sacro (dt. Das Zimmer) des Regisseurs Ferzan Özpetek und Lucrezia Borgia des Regisseurs Florestano Vancini mitgewirkt, wie auch in den populären Filmen Ho voglia di te des Regisseurs Luis Prieto und Natale a Miami des Regisseurs Neri Parenti. Sie wirkte als Hauptdarstellerin auch in zahlreichen europaweit ausgestrahlten Fernsehproduktionen wie Commesse, Incantesimo, Il bello delle donne und Il Commissario (dt. Der Kommissar) mit.

## Auszeichnungen
- 2007: Roma Arte für ihre Karriere
- 2006: Acqui Terme della Regione Piemonte für ihre Karriere
- 2005: Civitas für ihre Karriere
- 2003: PalcoCinema Randone
- 2001: Oscar del Successo der Provinz von Alessandria
- 2000: Arte e Cultura E. Petrolini
- 1999: Gianni di Venanzo der internationalen Filmfotografie
- 1994: Fondi La Pastora als Schauspielerin des Jahres

## Filmografie (Auswahl)

### Kino
- 1986: Ginger und Fred
- 1990: Die Hure des Königs (La putain du Roi)
- 1998: Il Macellaio (The Butcher)
- 2000: Maria, Tochter ihres Sohnes (Maria, figlia del suo figlio)
- 2005: Cuore Sacro (Sacred Heart)
- 2005: Natale a Miami (Christmas in Miami)
- 2005: Chiamami Salomè (Call Me Salomè)
- 2007: Ho voglia di te

### Theater
- 1985: Macbeth (Regie: Cosimo Cinieri)
- 1985: Spettri (Regie: Beppe Navello)
- 1986: The dooms they walk (Regie: Marco Carniti)
- 1986: Il ratto di Proserpina (Regie: Guido De Monticelli)
- 1986: La grande magia (Regie: Giorgio Strehler)
- 1986: Lettere (Regie: Maurizio Scaparro)
- 1987: La morte di Empedocle (Regie: Cesare Lievi)
- 1987: La valigia
- 1988: Oblomov Goncarov
- 1988: Le tre sorelle (Regie: Peter Hatkins)
- 1988: La coscienza di Zeno (Regie: Egisto Marcucci)
- 1989: La famiglia del Santolo (Regie: Luigi Squarzina)
- 1989: La vita che ti diedi (Regie: Luigi Squarzina)
- 1989: Tempo di uccidere (Regie: Alvaro Piccardi)
- 1990: Elettra (Regie: Giorgio Treves)
- 1990: Il Vittoriale degli Italiani (Regie: Mario Missiroli)
- 1991: Lulù (Regie: Mario Missiroli)
- 1992: Come tu mi vuoi (Regie: Giorgio Strehler)
- 1992: La lunga notte di Medea (Regie: Marco Carniti)
- 1992: Filax Anghelos (Regie: Marco Carniti)
- 1992: La strega (Regie: Renato Giordano)
- 1992: La grande magia (Regie: Giorgio Strehler)
- 1993: La vita reale di Jakob Geherda (Regie: Rita Tamburi)
- 1994: La vita che ti diedi (Regie: Luigi Squarzina)
- 1995: La lunga notte di Medea (Regie: Alvaro Piccardi)
- 1995: Controcanto al chiuso (Regie: Rita Tamburi)
- 1995: Sogno di un mattino di primavera (Regie: Rita Tamburi)
- 1996: Didone (Regie: Walter Manfrè)
- 1998: Le confessioni (Regie: Walter Manfrè)
- 1999: Sappho (Regie: Marco Carniti)
- 2000: Nessuno è perfetto (Regie: Alvaro Piccardi)
- 2002: La figlia di Iorio (Regie: Massimo Belli)
- 2002: Gerusalemme: tre donne per un Dio solo (Regie: Alvaro Piccardi)
- 2003: Metti una sera a cena (Regie: Giuseppe Patroni Griffi)
- 2003: La fiaccola sotto il moggio (Regie: Massimo Belli)
- 2004: La donna vestita di sole (Regie: Alex Cantarelli)
- 2004: Conversazione in Sicilia (Regie: Walter Manfrè)
- 2005: Interrogatorio a Maria (Regie: Walter Manfrè)
- 2006: Medea (Regie: Alberto Gagnarli)
- 2007: Anita (Regie: Giuseppe Dipasquale)

### Fernsehen
- 1990: Una favola milanese
- 1992: Camilla parlami d’amore
- 1993: La ragnatela 2 (2 puntate)
- 1994: Zwei Väter und eine Tochter
- 1996: Zwei Männer und die Frauen
- 1996: Wanderjahre
- 1996: Il conto Montecristo
- 1997: Racket
- 1998: Mord & Totschlag
- 1998: Lui e Lei
- 1998: Trenta righe per un delitto – La donna giusta
- 1998: Incantesimo
- 1999: Inviati speciali
- 1999: Mai con i quadri
- 1999: Villa Ada
- 1999: Incantesimo 2
- 1999: Commesse
  - Episoden: Marta, Roberta, Fiorenza, Paola, Romeo, Francesca
- 2000: Una donna per amico
- 2000: Sospetti
- 2000: Per amore per vendetta
- 2000: La casa delle beffe
- 2001: Occhi verde veleno
- 2001: Il commissario II
  - Episoden: Fuori gioco, La casbah, La separazione, La trappola, Il latitante, Il traditore, Il rapimento
- 2001: Il bello delle donne
  - Episoden: Due donne più che amiche, Donne rivali in amore, L’amicizia tra un uomo ed una donna, Il riscatto di una casalinga
- 2002: Don Matteo – Il fuoco della passione
- 2002: Per amore per vendetta II
- 2002: Fabio Montale - Total Khéops
- 2002: Commesse II
  - Episoden: Francesca e le altre, Compleanno di Marta, Compleanno di Fiorenza, Compleanno di Romeo, Compleanno di Elisa, Compleanno di Roberta
- 2003: Soraya
- 2005: Ho sposato un calciatore
- 2005: Mio Figlio
- 2007: Zodiaco

### Werbespots
- 1994: Barilla
- 1996: Lavazza
- 2002: Superga